# Angostura ossana
Angostura ossana är en vinruteväxtart som först beskrevs av Dc., och fick sitt nu gällande namn av Beurton. Angostura ossana ingår i släktet Angostura och familjen vinruteväxter. Inga underarter finns listade i Catalogue of Life.